# Franciszek Rudnicki (pilot)
Franciszek Rudnicki (ur. 21 października 1894 w Zabarze, zm. 2 maja 1952 w Edgware) – pułkownik inżynier pilot Polskich Sił Powietrznych w Wielkiej Brytanii, kawaler Orderu Virtuti Militari. Żołnierz armii carskiej, armii Hallera, uczestnik I wojny światowej, wojny polsko-bolszewickiej i II wojny światowej. Komendant szkół lotniczych w II Rzeczypospolitej i w Polskich Siłach Zbrojnych na Zachodzie.

## Życiorys
W 1915 roku ukończył oficerską szkołę artylerii w Petersburgu. Do 1917 roku służył w formacjach artyleryjskich carskiej armii. W 1917 roku przedostał się do Francji, gdzie wstąpił w szeregi Błękitnej Armii. Od sierpnia 1918 do marca 1919 roku pracował w zakładach lotniczych Farmana. W kwietniu 1919 roku został skierowany na kurs pilotażu, który ukończył w październiku. W listopadzie otrzymał przydział do 39. eskadry breguetów i w jej składzie powrócił do niepodległej Polski.
W tej jednostce służył przez cały okres wojny polsko-bolszewickiej. Od 15 kwietnia 1920 roku brał udział w walkach podczas wyprawy kijowskiej i w późniejszym odwrocie. 26 kwietnia, w załodze z ppor. pil. Marianem Burchardem (jako obserwatorem), przeprowadzili rozpoznanie w rejonie Berdyczowa, Koziatyna i Chmielnika. W okolicy Berezówki zbombardowali i ostrzelali nieprzyjacielską baterię artylerii, czym ułatwili jednemu z batalionów 13. Dywizji Piechoty zdobycie miasta. Na trasie Berezówka – Koziatyn atakowali też tabory nieprzyjaciela i bolszewicki pociąg pancerny. Ich samolot został uszkodzony, a załoga musiała dwukrotnie przymusowo lądować i usuwać uszkodzenia silnika.
Na początku sierpnia, już po przesunięciu eskadry na lotnisko mokotowskie, ppor. pil. Franciszek Rudnicki został mianowany jej dowódcą. 12 sierpnia, w załodze z pchor. obs. Władysławem Ciechońskim, atakował oddziały Armii Czerwonej pod Tłuszczem. Polscy lotnicy przeprowadzili szereg ataków z niskiego pułapu na oddziały wroga. W walce w wyniku ognia przeciwlotniczego ich samolot został uszkodzony (miał 60 przestrzelin), a obserwator zginął. Ciężko ranny Rudnicki zdołał wylądować w pobliżu polskiego pociągu pancernego i złożyć meldunek rozpoznawczy jego dowódcy.
Przeszedł czteromiesięczną rekonwalescencję, po czym powrócił do służby w 16. eskadrze wywiadowczej i wziął udział w buncie Żeligowskiego. Zaprojektował też godło eskadry „Krakowianka” (biegnąca dziewczyna w czerwono-białej sukience z bukietem kwiatów), które miało symbolizować więź Polski i Litwy.
19 stycznia 1921 roku został zatwierdzony z dniem 1 kwietnia 1920 roku w stopniu porucznika, w Wojskach Lotniczych, w grupie oficerów byłej Armii gen. Hallera. 3 maja 1922 roku został zweryfikowany w stopniu kapitana ze starszeństwem z 1 czerwca 1919 roku i 62. lokatą w korpusie oficerów aeronautycznych. W lipcu 1923 roku objął dowództwo 12. eskadry wywiadowczej. Z dniem 15 maja 1924 został przydzielony na stanowisko komendanta Szkoły Mechaników Lotniczych w Bydgoszczy. 1 grudnia 1924 roku został mianowany majorem ze starszeństwem z 15 sierpnia 1924 roku i 23. lokatą w korpusie oficerów aeronautycznych. W 1925 roku rozpoczął studia na École Supérieure ďAeronautique et Construction Mecanique w Paryżu, gdzie w 1927 roku uzyskał dyplom inżyniera lotnictwa. W listopadzie 1928 roku został zatwierdzony w Centrum Wyszkolenia Podoficerów Lotnictwa na stanowisku komendanta Szkoły Podoficerów Mechaników Lotniczych.
W lutym 1929 roku został mianowany komendantem nowo utworzonego Centrum Wyszkolenia Podoficerów Lotnictwa, a 31 maja 1929 roku objął obowiązki komendanta Szkoły Podoficerów Mechaników Lotniczych. 12 marca 1933 roku został mianowany podpułkownika ze starszeństwem z 1 stycznia 1933 roku i 4. lokatą w korpusie oficerów aeronautyki (w marcu 1939 roku, w tym samym stopniu i starszeństwie, zajmował 1. lokatę w korpusie oficerów lotnictwa, grupa techniczna). W listopadzie 1934 roku został przesunięty w Centrum Wyszkolenia Technicznego Lotnictwa ze stanowiska komendanta Szkoły Podoficerów Specjalistów Lotnictwa na stanowisko dyrektora nauk. W kwietniu 1935 roku został zatwierdzony na stanowisku komendanta Centrum Wyszkolenia Technicznego Lotnictwa. W 1937 roku objął funkcję kierownika Instytutu Technicznego Lotnictwa, którą sprawował do 1939 roku.
Po kampanii wrześniowej przedostał się do Wielkiej Brytanii i wstąpił do RAF, otrzymał numer służbowy P-0019. Od 1942 do 1944 roku był komendantem Polskiej Szkoły Technicznej w Halton. Przez następne dwa lata funkcję komendanta pełnił w Lotniczej Szkole Technicznej RAF w Locking. Po zakończeniu II wojny światowej nie zdecydował się na powrót do Polski i pozostał w Wielkiej Brytanii.
Zmarł 2 maja 1952 roku w londyńskiej dzielnicy Edgware. Został pochowany na Streatham Park Cemetery.

## Ordery i odznaczenia[10][30]

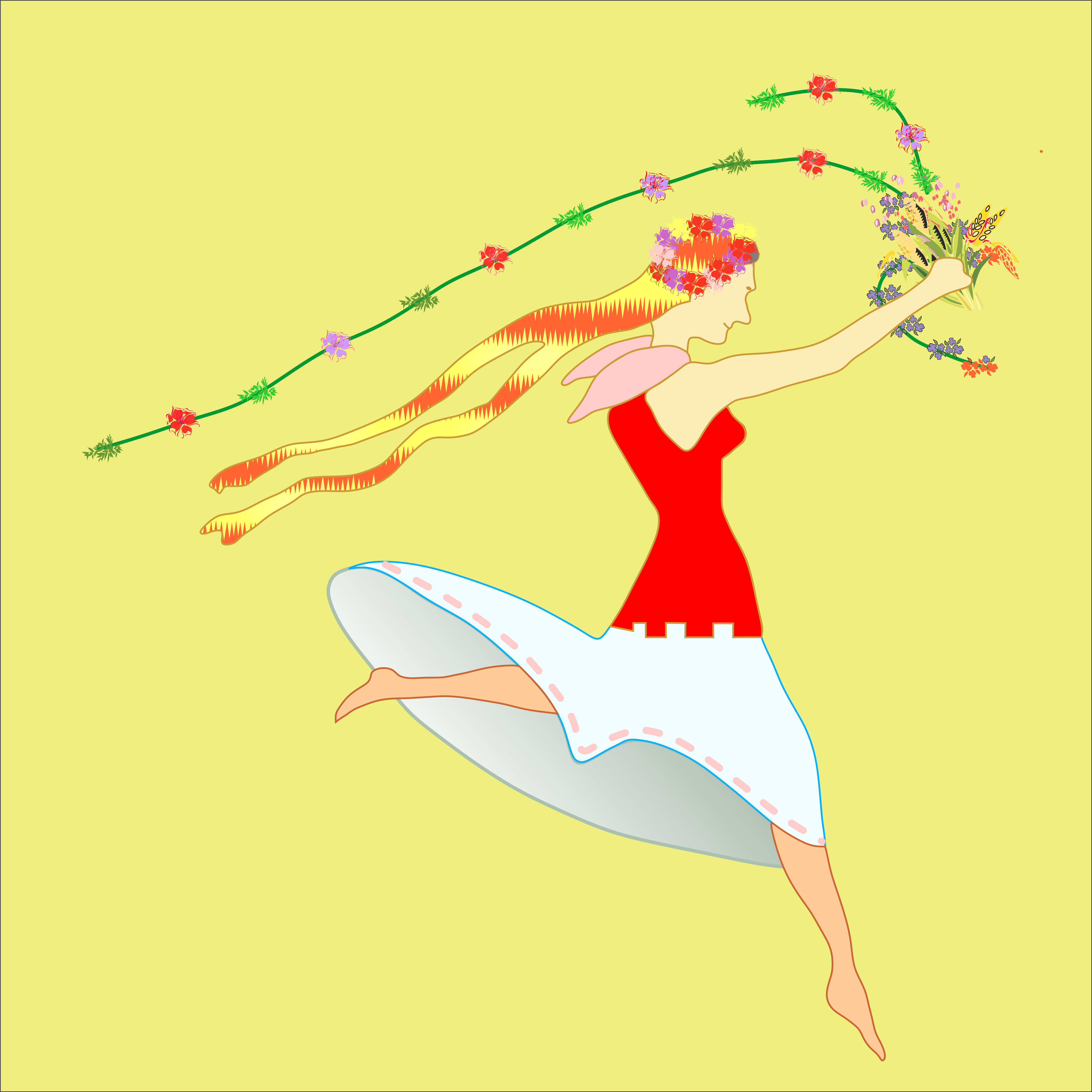
Godło 16. eskadry wywiadowczej zaprojektowane przez Franciszka Rudnickiego

- Krzyż Srebrny Orderu Wojskowego Virtuti Militari nr 8092 (27 lipca 1922)[31]
- Krzyż Walecznych[32]
- Medal Lotniczy (czterokrotnie)[33]
- Złoty Krzyż Zasługi (10 listopada 1928)[34][32]
- Medal Niepodległości (9 listopada 1931)[35]
- Polowa Odznaka Pilota nr 21 (11 listopada 1928)[36]
- Order Imperium Brytyjskiego (Wielka Brytania)[33]
- francuska Odznaka Pilota (1929)[37]